# Теорія неадіабатичних перехідних станів
Теорія неадіабатичного перехідного стану (NA-TST) є потужним інструментом для прогнозування швидкості хімічних реакцій з обчислювальної точки зору. NA-TST був представлений у 1988 році професором Жан-Клод Лорке.  Загалом, усі припущення, які мають місце в традиційній теорії перехідного стану (TST), також використовуються в NA-TST, але з деякими виправленнями. 
По-перше, реакція, заборонена спіном, проходить через точку перетину мінімальної енергії (MECP), а не через перехідний стан (TS).
По-друге, на відміну від TST, ймовірність переходу не дорівнює одиниці під час реакції і розглядається як функція внутрішньої енергії, пов'язаної з координатою реакції.На цьому етапі нерелятивістські зв'язки, відповідальні за змішування між станами, є рушійною силою переходу. Наприклад, чим більший спін-орбітальний зв'язок на MECP, тим більша ймовірність переходу. NA-TST може бути зведений до традиційного TST в межах одиничної ймовірності.